# Исаев, Шамиль Курамагомедович
Шами́ль Курамагоме́дович Иса́ев (19 марта 1964, Докшукино, Кабардино-Балкарская АССР, РСФСР, СССР — 15 февраля 2019) — советский и российский футболист, играл на позициях полузащитника и нападающего.

## Карьера
Шамиль Исаев родом из Ахвахского района ДАССР.
Воспитанник нальчикского футбола.
Начинал карьеру в 1982 году в клубе Второй союзной лиги «Уралан» Элиста. В 1985—1988 выступал за нальчикский «Спартак».
В 1989 году по приглашению Николая Павлова перебрался в симферопольскую «Таврию».
С 1990 по 1995 год играл за «Спартак» из Владикавказа.
С середины 90-х выступал за различные клубы второго и третьего дивизионов, среди которых «Автозапчасть» Баксан, «Нарт» Нарткала и кемеровский «Кузбасс».
Завершил карьеру в 2002 году в «Шахтёре» Шахты.
Работал тренером в клубе «Краснодар».
Умер 15 февраля 2019 года, похоронен в Хасавюрте

## Достижения

### Командные
«Спартак» (Владикавказ)
- Победитель Первой лиги: 1990

 «Спартак» Владикавказ
- Серебряный призёр Высшей лиги: 1992